# Bannam-myeon
Bannam-myeon (koreanska: 반남면) är en socken i stadskommunen Naju i provinsen Södra Jeolla i den sydvästra delen av Sydkorea, 300 km söder om huvudstaden Seoul.